# 若宮大路

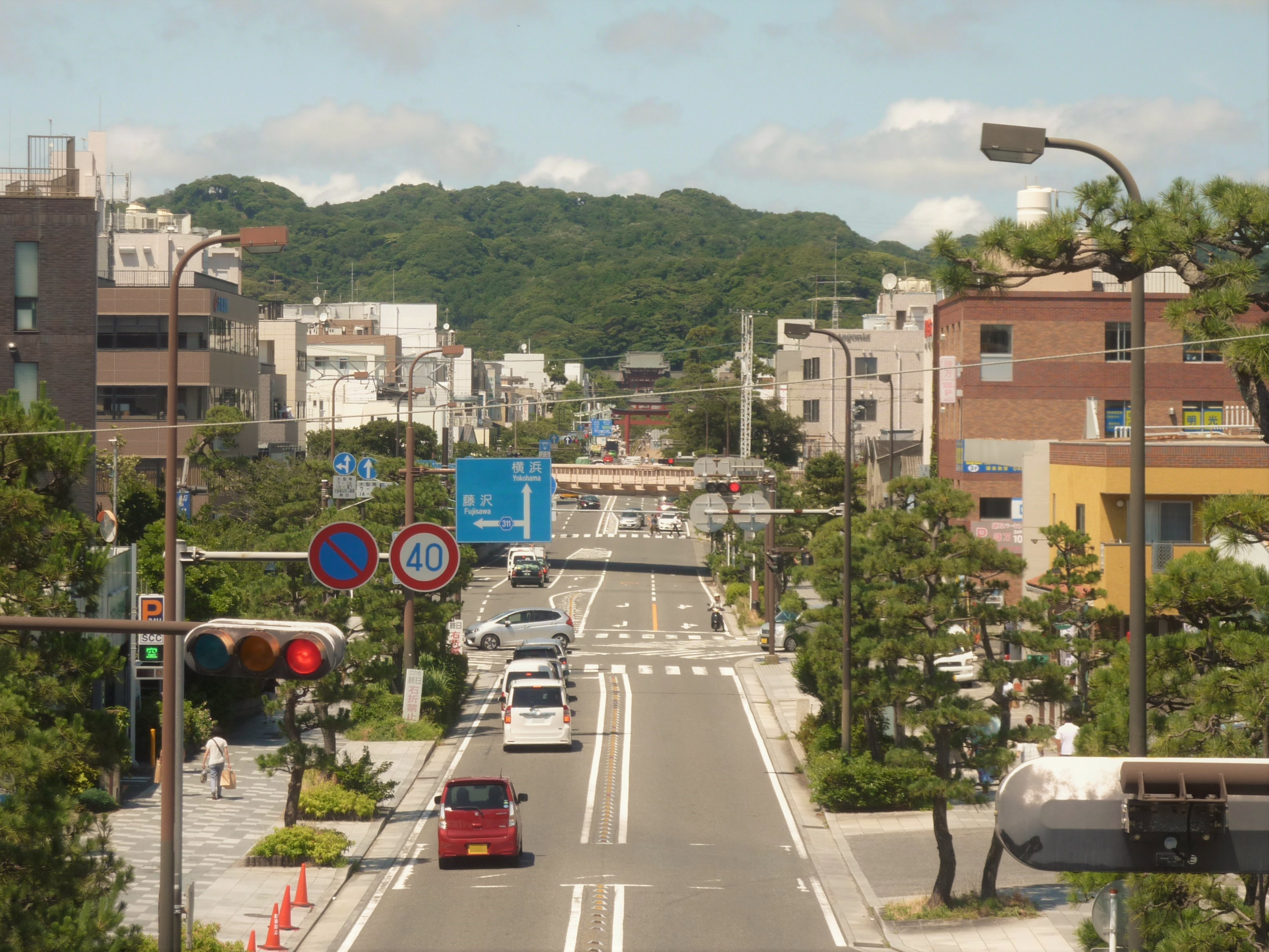
若宮大路

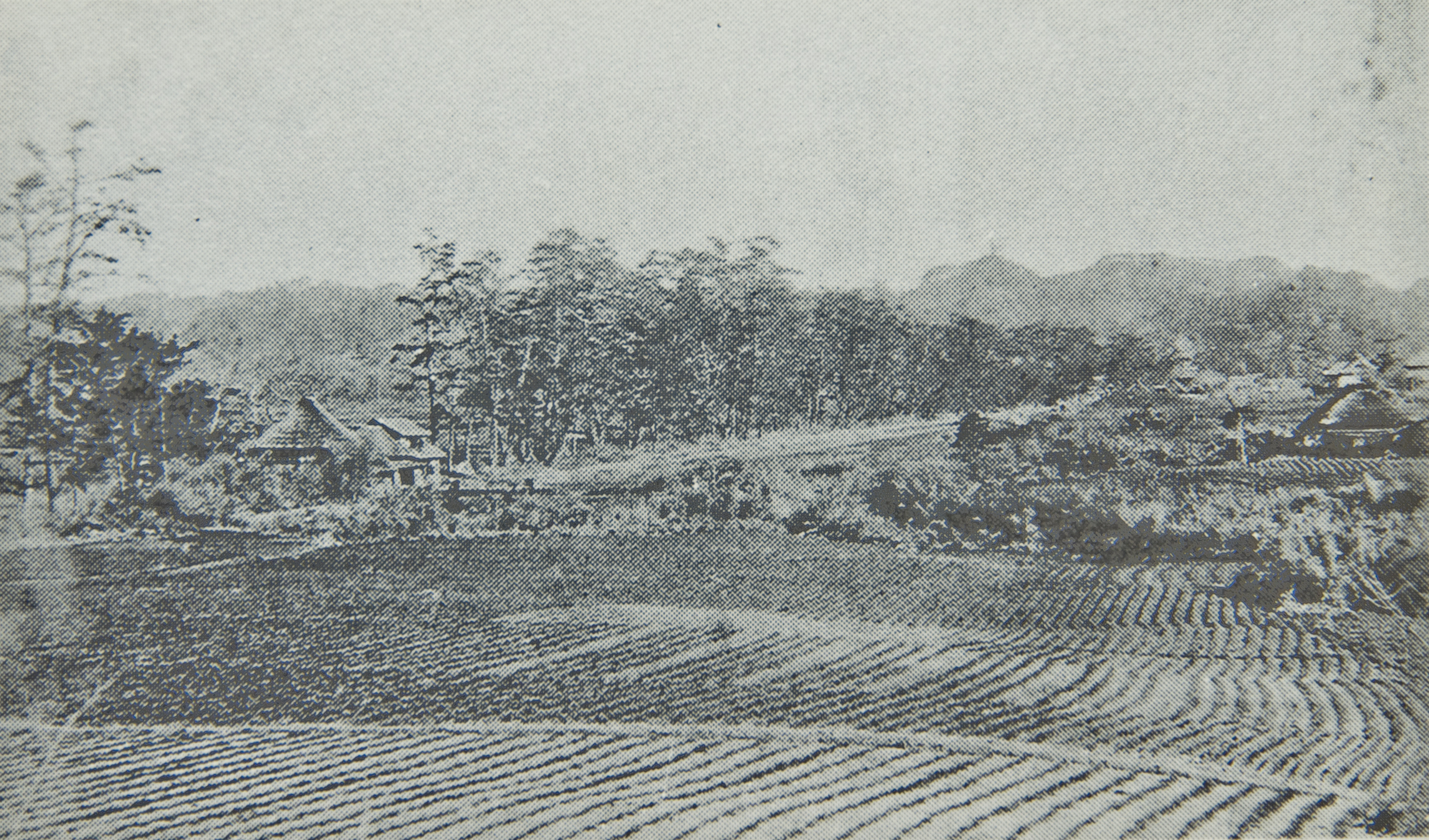
1868年（明治元年）の若宮大路

若宮大路（わかみやおおじ）は、神奈川県鎌倉市の由比ヶ浜（滑川交差点）から鶴岡八幡宮に通じる参道であり、同市の目抜き通りの一つ。

## 概要
現在は神奈川県道21号横浜鎌倉線の一部で、鶴岡八幡宮前から相模湾の由比ヶ浜へと大路は一直線に延び、参道の延長は約1.8キロメートル（km）に及ぶ。途中3つの鳥居があり、由比ヶ浜側から「一の鳥居」「二の鳥居」「三の鳥居」という。
二の鳥居から三の鳥居までの間は、盛土によって大路中央部分は一段高く、その両側に堤を築いて石を置いた歩道になっており、これを段葛（だんかずら）という。段葛は遠近法によって実際の距離より長く見えるように、二ノ鳥居から鶴岡八幡宮側に道幅が狭くなっている。1986年（昭和61年）8月10日、「鎌倉幕府の遺跡」として旧建設省と「道の日」実行委員会により制定された「日本の道100選」のひとつに選定されている。
鶴岡八幡宮は年始に200万人もの初詣客でにぎわうのをはじめ、毎年9月16日の流鏑馬（やぶさめ）神事や観光行事が多く、若宮大路は行き交う多数の観光客が訪れる道である。桜の名所としても有名で、沿道には土産物店などが目立つ。

## 若宮大路の鳥居

若宮大路の鳥居
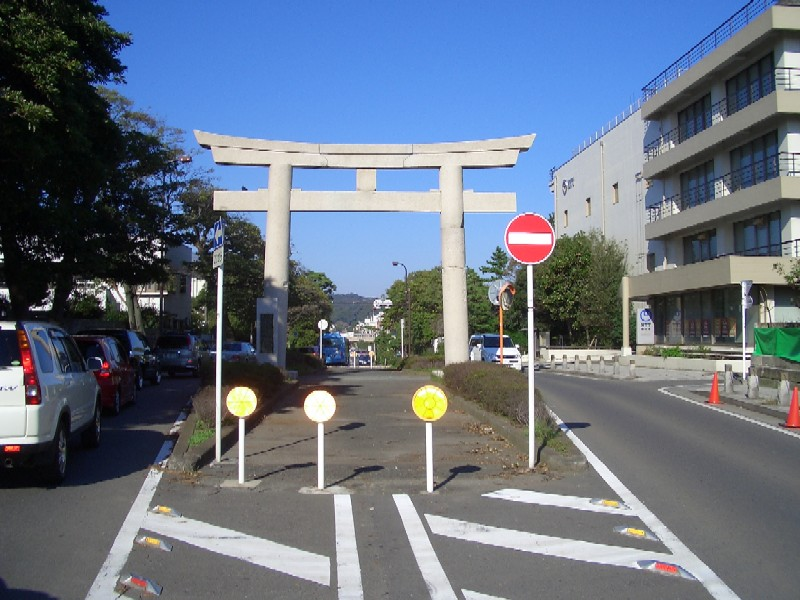
一の鳥居（2004年（平成16年）10月17日撮影）※ 画面奥が鶴岡八幡宮
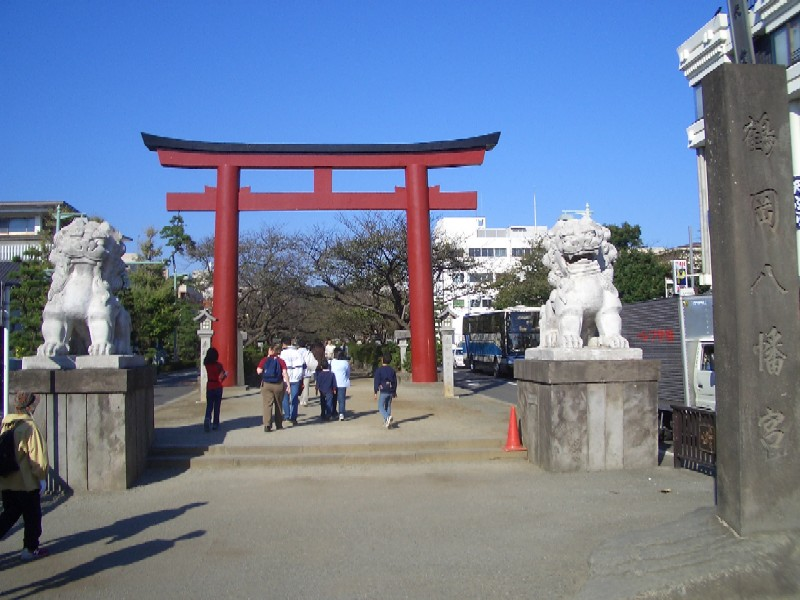
二の鳥居（2004年（平成16年）10月17日撮影）※ 画面奥が鶴岡八幡宮
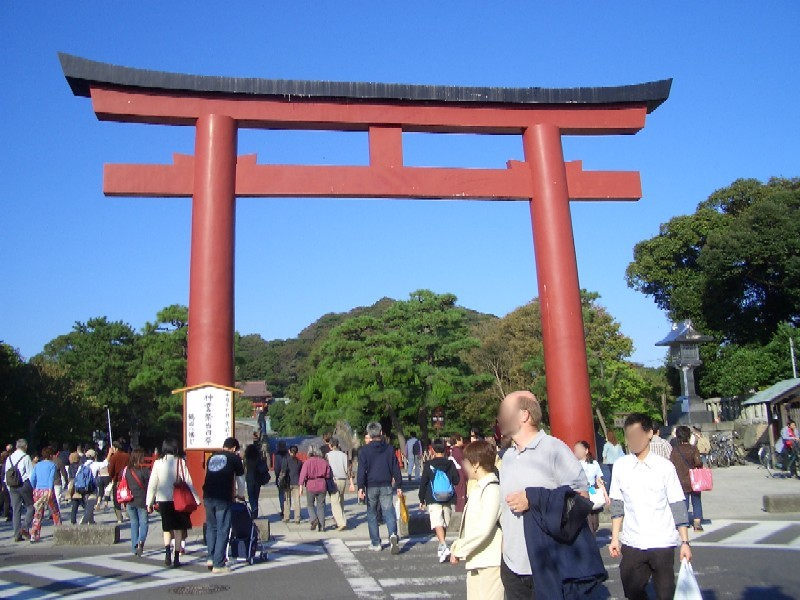
三の鳥居（2004年（平成16年）10月17日撮影）※ 画面奥が鶴岡八幡宮
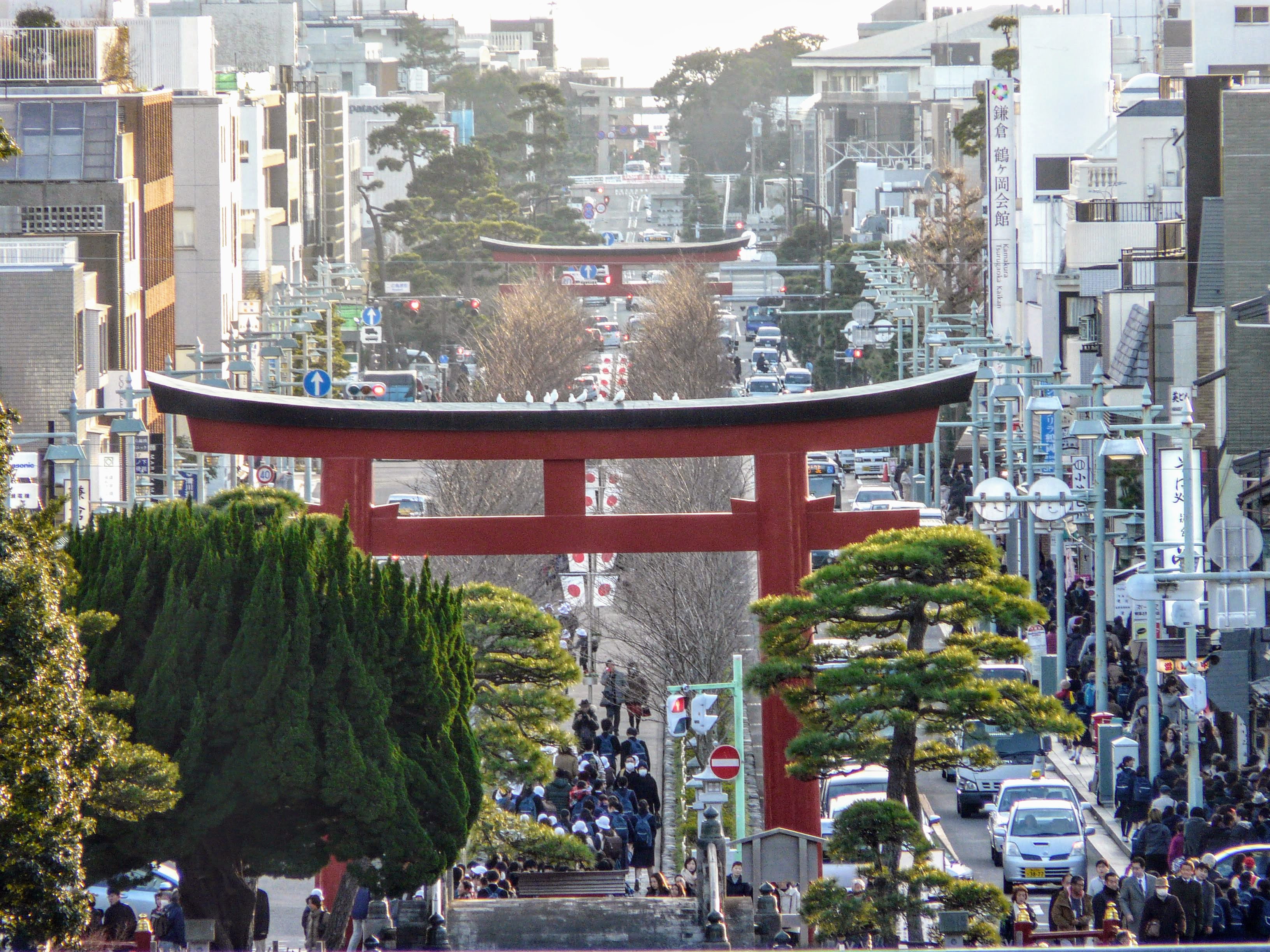
拝殿前の大石段から見た鳥居。手前から三の鳥居、二の鳥居、一の鳥居

## 歴史
治承4年（1180年）に伊豆で挙兵した源頼朝は、同年10月に父・源義朝が本拠としていた鎌倉に入り、三方を山に囲まれて南だけ海に面した防衛上有利なこの地に幕府を開き、都市造営を行った。若宮大路は、寿永元年（1182年）に頼朝が京都（平安京）の朱雀大路を参考にして、鎌倉の都市計画の第一歩として、また、妻・北条政子の安産祈願のため造られたものである。もともと由比ヶ浜の近くにあった鶴岡八幡宮を現在地の北山のふもとに移し、由比ヶ浜と鶴岡八幡宮とを結ぶ直線道路を造成して若宮大路と名付け、これを基軸に鎌倉の都市造営を行った。頼朝自ら指揮するほど造営に熱を入れており、北条義時らの諸将にも土石を運ばせたと伝えられる。
元来の若宮大路の幅は、数次の発掘調査の結果、鶴岡八幡宮の社頭から二の鳥居までの約500メートル（m）区間で33 m（11丈）であることがわかっている。
若宮大路最大の特徴である段葛は、当初は鶴岡八幡宮の社頭から一の鳥居までの1300 mに渡ってつくられたが、その後の地震や津波での破壊で明治の初めには二の鳥居から南がなくなり、さらに若宮大路を横断するJR横須賀線の開通で一部撤去されたことにより、現在は480 mを残すのみとなっている。大路の中央に段葛が据えられた特殊な形状の道は、現在では鎌倉にしか残っておらず、歴史的な意義はもとより土木史上の遺跡史料として貴重なものとなっている。
1937年（昭和12年）から始まった鎌倉カーニバルでは、若宮大路に多数の山車が練り歩くビックパレードが行われ数十万人の観客を集めた。鎌倉カーニバルは交通量の増加などにより1962年（昭和37年）で中止となったが、2016年から始った鎌倉市民カーニバルが、過去のカーニバルをモチーフとして若宮大路（鎌倉駅から由比ガ浜の区間）を使ったパレードを行っている。

## 路線状況
由比ヶ浜側の滑川交差点から八幡宮交差点まで全線にわたり、2車線、両側歩道の街路として整備される。段葛がある二の鳥居前交差点 - 八幡宮交差点間は、段葛自体が車道の中央分離帯になった歩道である。また一の鳥居も、周囲だけが道路の中央分離帯として保護されている。

## 地理
神奈川県鎌倉市内の県道21号横浜鎌倉線の道で、市の中心市街地を南北に通貫し、二の鳥居前は鎌倉駅にほど近いところに位置する。沿線近郊は豊かな自然と史跡が数多くあり、鎌倉は鶴岡八幡宮や鎌倉の大仏など、神社、仏閣、自然、庭園の散策に訪れる人であふれる観光のスポットである。

### 交差する道路

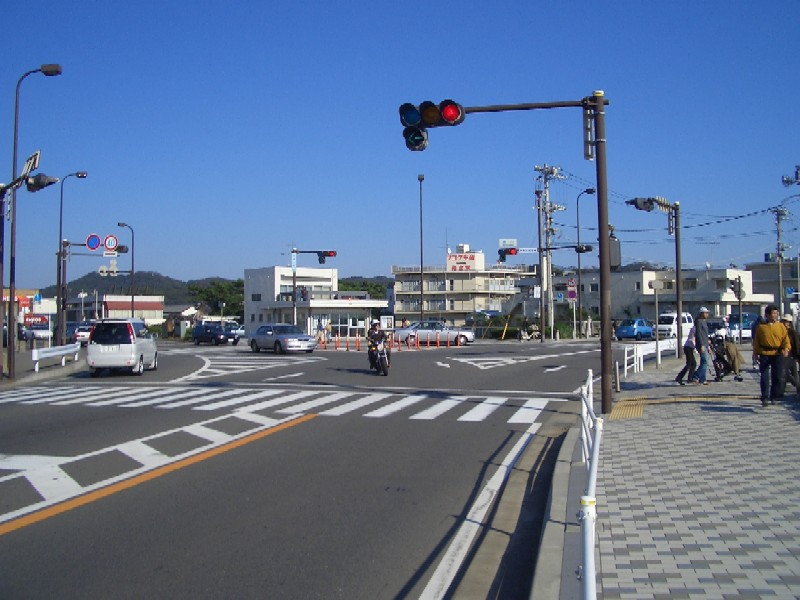
滑川交差点（2004年（平成16年）10月17日撮影）画面手前が国道134号大磯方面、右奥が国道134号横須賀方面、左奥が若宮大路（=神奈川県道21号）

- 国道134号（由比ガ浜4丁目 滑川交差点）
- 神奈川県道311号鎌倉葉山線（由比ガ浜2丁目/御成町4丁目 下馬交差点）
- 神奈川県道303号鎌倉停車場線（小町1丁目 鎌倉駅入口交差点）
- 神奈川県道204号金沢鎌倉線（金沢街道）（雪ノ下1丁目 八幡宮前交差点）

### 沿線
- 鎌倉市消防本部鎌倉消防署（由比ガ浜4丁目）
- 鎌倉簡易裁判所（由比ガ浜2丁目）
- 一の鳥居（由比ガ浜2丁目）
- 鎌倉市立第一小学校（由比ガ浜2丁目）
- 鎌倉警察署（由比ガ浜2丁目）
- 鎌倉女学院中学校・高等学校（由比ガ浜2丁目）
- 鎌倉郵便局（小町1丁目）
- JR横須賀線・江ノ島電鉄江ノ島電鉄線 鎌倉駅（小町1丁目）
- 二の鳥居（小町2丁目）
- 鶴岡八幡宮・三の鳥居（雪ノ下2丁目）

## 若宮大路が舞台となっている作品

### 音楽
- 「通りゃんせ」（サザンオールスターズ）